# Ащисай (Келеський район)
Ащиса́й (каз. Ащысай) — село у складі Келеського району Туркестанської області Казахстану. Входить до складу Бірліцького сільського округу.
До 2021 року село називалось Комунізм.
Населення — 52 особи (2021; 311 у 2009, 265 у 1999, 228 у 1989).